# Dolophilodes babai
Dolophilodes babai là một loài Trichoptera trong họ Philopotamidae. Chúng phân bố ở miền Cổ bắc.